# Zorilla
Der Zorilla oder Bandiltis (Ictonyx striatus) ist eine in Afrika lebende Raubtierart aus der Familie der Marder (Mustelidae). Er gehört zur Unterfamilie Ictonychinae und ist somit nahe mit den Grisons verwandt. In seinem Aussehen und seinem Verhalten weist er viele Parallelen zu den amerikanischen Skunks auf, die allerdings in eine eigene Familie gestellt werden und nicht zu den Mardern gehören.

## Merkmale
Zorillas haben die auch für Skunks charakteristische schwarz-weiße Streifenzeichnung des Rückens. Die Unterseite ist schwarz. Das Gesicht ist ebenfalls schwarz, mit weißen Flecken auf Stirn und Wangen. Der vorwiegend weiß gefärbte Schwanz ist lang und buschig. Diese Tiere erreichen eine Kopf-Rumpf-Länge von 28 bis 39 Zentimetern, eine Schwanzlänge von 20 bis 30 Zentimetern und ein Gewicht von 0,4 bis 1,4 Kilogramm, wobei die Männchen deutlich schwerer werden als die Weibchen.

## Verbreitung und Lebensraum

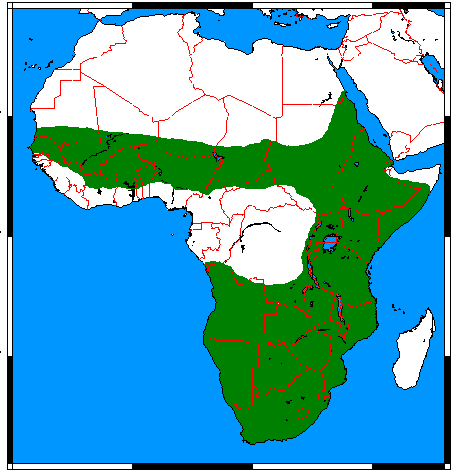
Verbreitungsgebiet laut IUCN

Zorillas leben in ganz Afrika südlich der Sahara, ihr Verbreitungsgebiet erstreckt sich von Mauretanien bis Sudan und südwärts bis Südafrika. Sie bewohnen eine Vielzahl von Habitaten, beispielsweise Savannen, Halbwüsten und Regenwälder.

## Lebensweise
Zorillas sind fast ausschließlich nachtaktiv. Als Ruheplätze verwenden sie Felsspalten oder verlassene Baue anderer Tiere, manchmal graben sie aber auch eigene Baue. Sie leben vorwiegend am Boden, können aber schwimmen und klettern. Ihre Körperhaltung bei der Jagd mit dem gebeugten Rücken und dem hochgestreckten Schwanz erinnert an Mangusten. Zorillas leben einzelgängerisch und vermeiden außerhalb der Paarungszeit den Kontakt zu Artgenossen. 
Wird ein Zorilla angegriffen, faucht er zunächst, richtet seine Haare auf und hebt den Schwanz. Nützt das nichts, dreht er sich um und spritzt dem Angreifer ein Sekret aus seinen Analdrüsen entgegen. Dieses Sekret ist in großen Mengen vorhanden und hat einen strengen, penetranten Geruch. Manchmal stellen sie sich im Angriffsfall auch tot.

## Nahrung
Zorillas sind vorwiegend Fleischfresser. Sie jagen kleine Nagetiere wie Mäuse, Ratten oder Springhasen, außerdem Vögel, Eidechsen, Schlangen und Insekten. Manchmal brechen sie auch in Hühnerställe ein und reißen das Geflügel.

## Fortpflanzung
Nach einer Tragzeit von rund 36 Tagen bringt das Weibchen zwischen September und Dezember seinen Nachwuchs zur Welt. Die ein bis drei Neugeborenen sind zunächst nackt und blind. Mit rund 40 Tagen öffnen sie die Augen, nach rund vier Monaten werden sie entwöhnt.

## Zorillas und Menschen
Als Jäger von Ratten und Mäusen werden Zorillas in Afrika als nützlich angesehen, auch wenn sie manchmal Geflügel reißen. Sie werden mancherorts auch als Haustiere gehalten, wofür ihnen meistens die Analdrüsen entfernt werden.

## Gefährdung
Insgesamt sind sie weitverbreitet und zählen nicht zu den bedrohten Arten. Die Weltnaturschutzunion IUCN listet sie dementsprechend in der Roten Liste gefährdeter Arten als nicht gefährdet („Least Concern“).